# Копел (Тексас)
Копел (енгл. Coppell) град је у америчкој савезној држави Тексас. По попису становништва из 2010. у њему је живело 38.659 становника.

## Демографија
Према попису становништва из 2010. у граду је живело 38.659 становника, што је 2.701 (7,5%) становника више него 2000. године.
| Група             | 2000.          | 2010.          |
| Белци             | 28.285 (78,7%) | 25.537 (66,1%) |
| Афроамериканци    | 1.174 (3,3%)   | 1.730 (4,5%)   |
| Азијати           | 3.343 (9,3%)   | 6.133 (15,9%)  |
| Хиспаноамериканци | 2.490 (6,9%)   | 4.365 (11,3%)  |
| Укупно            | 35.958         | 38.659         |